# Szűcs Péter Pál
Szűcs Péter Pál (Szeged, 1981. december 30. –) magyar színművész.

## Életpályája
A Flór Ferenc Egészségügyi Szakközépiskola és Gimnáziumban érettségizett. 2004–2008 között a Színház- és Filmművészeti Egyetem hallgatója volt. Diplomaszerzése után a Budapesti Kamaraszínház tagja lett (2008–2012), majd szabadúszóként dolgozott. Zeneszerzéssel és szinkronizálással is foglalkozik.

## Fontosabb színházi szerepei
- Karinthy Frigyes: Tanár úr kérem (Szereplő)
- William Shakespeare: III. Richárd (Írnok) (zene)
- Henrik Ibsen: Brand (Iskolamester)
- Nyikolaj Vasziljevics Gogol: A revizor (Szereplő)
- Tim Rice – Andrew Lloyd Webber – Miklós Tibor: Jézus Krisztus szupersztár (Bertalan)
- Alexander Breffort – Márguerite Monnot: Irma, te édes! (Bíró, Utazó, Pepi, bandatag)
- F. Knott: Gyilkosság telefonhívásra (Max)
- Benny Andersson – Björn Ulvaeus – Tim Rice: Sakk (Szereplő)
- Vaszary Gábor: Klotild néni (Flórián)
- Machbeth/Anatómia (Szereplő, Szereplő) (zenei szerkesztő, zenei szerkesztő, zeneszerző, zeneszerző)
- Márton Gyula: Csinibaba (Villamosvezető)
- Kacsóh Pongrác – Bakonyi Károly – Heltai Jenő: János vitéz (Strázsamester)
- Nyikolaj Vasziljevics Gogol: Holt lelkek (Csalogatov)
- Bertolt Brecht – Paul Dessau: Kurázsi mama és gyermekei (A szakács)
- Georges Bizet: Carmen (Le Dancaïre, csempész)
- Sofi Oksanen: Tisztogatás (Pása)
- Kristóf Attila: A sátán nyelve (Sztyepán)
- Spiró György: Az imposztor (Rybak, Rybak)
- Christopher Hampton: Teljes napfogyatkozás (Arthur Rimbaud)
- William Shakespeare: Hamlet (Egy pap)
- Mark Ravenhill: Piszkos fotók (Tim)
- John Osborne: Dühöngő ifjúság (Cliff Lewis)
- Christopher Marlowe: Dr. Faustus (Robin)
- Victor Hugo: Ruy Blas (A királyasszony lovagja) (Lakáj, Montazgo, India Kormányszékének tanácsosa)
- Boris Vian: Mindenkit megnyúzunk (2. Német katona)
- Oleg Presznyakov – Vlagyimir Presznyakov: Padlószőnyeg (Vőlegény apja, Anatol)
- Edward Albee: Lolita (Fiatalember)
- Fejes Endre: Mocorgó (Szereplő) (zene)
- Irvine Welsh - Harry Gibson: Trainspotting (Paulie, Mikey Forester)
- Kálmán Imre – Julius Brammer – Alfred Grünwald: Marica grófnő (Józsi)
- Karl von Gutzkov – Mészáros Tamás: A kitaszított (Ruben)
- William Shakespeare: Szeget szeggel (Hólyag, bolond nemes)
- Hubay Miklós – Ránki György – Vas István: Egy szerelem három éjszakája (Légós)
- Sven Regener: Berlin blues (Sylvio)